# La Trois
La Trois (eigene Schreibweise: la trois) ist ein öffentlich-rechtlicher Sender der Rundfunkanstalt RTBF und wird seit dem 30. November 2007 in Belgien für die französischsprachige Bevölkerung, welche überwiegend in der südlichen Region Wallonien lebt, ausgestrahlt. Das Programm ist eines von vier Fernsehsendern neben La Une, Tipik und Arte Belgique, dass unter der Regie von RTBF ausgestrahlt wird. Seit dem 25. September 2010 ist das Programm auch in HD empfangbar.

## Programm
Zu Beginn strahlte La Trois das Programm von RTBF Sat aus, ausgenommen davon waren Sportübertragungen. Nach Einstellung des Senders am 15. Februar 2010 begann La Trois das Programm umzustellen. Heute zeigt man Serien in der Originalversion, Filme, Dokumentation und die Nachrichten mit Gebärdensprache.

### OUFtivi
OUFtivi ist das Kinderfernsehen des Senders La Trois. Es rundet das Programm des Senders ab. Immer Montag bis Freitag von 6:00 Uhr bis kurz nach 9:00 Uhr, am Wochenende bis ca. 12:00 Uhr, werden Sendungen für Kinder, vornehmlich Zeichentrickserien gezeigt. Das jetzige Angebot ersetzte ab dem 26. September 2010 Ici Bla-Bla, das rund 15 Jahre auf dem Schwesterkanal La Deux zu sehen war.

#### Sendungen (Auswahl)
OUFtivi
- Banana Cabana
- Ben 10
- Die fantastische Welt von Gumball
- Die geheimnisvollen Städte des Goldes
- DreamWorks Dragons
- George – Der aus dem Dschungel kam
- I.N.K.
- Johnny Test
- Lucky Luke
- Mia and me – Abenteuer in Centopia
- Spirou und Fantasio
- Sylvester und Tweety
- The Looney Tunes Show
- Totally Spies
- Yakari

## Senderlogos

Logo von La Trois (30. November 2007 bis 24. September 2010, seit September 2014)
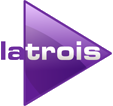
Logo von La Trois (25. September 2010 bis September 2014)
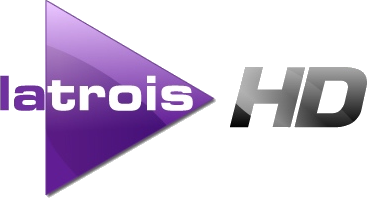
Logo von La Trois HD